# YM2203

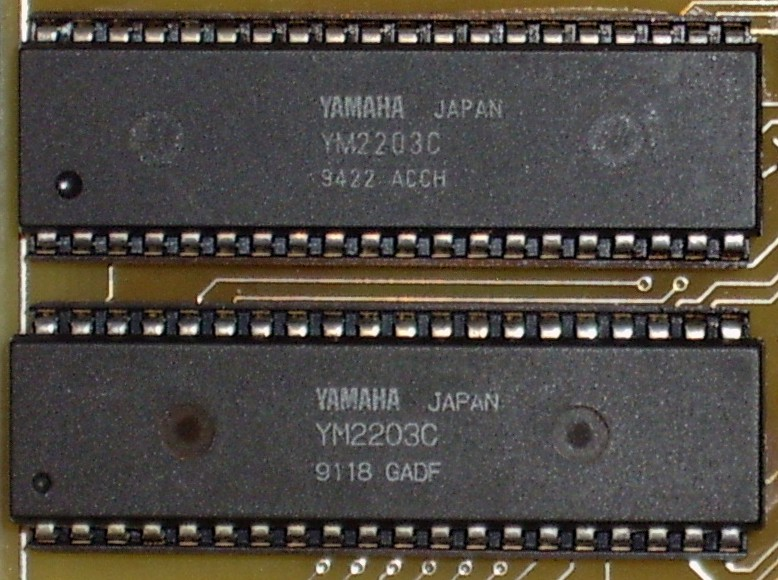
YM2203

YM2203（FM Operator Type-N、OPN）は日本楽器製造（現：ヤマハ）が開発し、1984年6月から販売が開始されたFM音源チップである。パソコン用途を目的に製造された。

## 概要

YM2203のアルゴリズム

4オペレータ、同時発音数3音（3チャンネル）のFM音源に加え、AY-3-8910（PSG）相当のSSG（Software-controlled Sound Generator）音源と入出力を備え、プログラマブルタイマーを2系統内蔵する。マスタークロックは0.7～4.2MHz。
1980年代から1990年代にかけて、日本のパーソナルコンピュータで多くの採用例が見られたFM音源である。
オペレータ（正弦波発信器）は1チャンネルにつき4つで、オペレータの組み合わせ（接続方法）は8種類の中から選択できる。これを「アルゴリズム」と呼ぶ。「キャリア」（被変調オペレータ）と称される最終的な発振器を他の3つの「モジュレータ」（変調オペレータ）で変調させるのが基本的な接続方式であるが、モジュレータを減らしてキャリアを増やし、変調は少ないが厚みのある音色を作ることもできる。
FM音源のCh3（チャンネル3）は「効果音モード」並びに「CSM（複合正弦波合成モード/音声合成モード）」に設定可能になっている。「効果音モード」では、Ch3の全てのオペレータに異なった周波数を与える事が可能で、よりバリエーションに富んだ音作りができ、オペレータ毎の発音・消音制御と組み合わせることで正弦波だけになるものの、出力チャンネルが増えているように聞かせる方法もあり、一部の音源ドライバではMMLでもこれをサポートしている。「音声合成モード」は、効果音モード同様、オペレータに各々出力する周波数を与えられるほか、Timer-Aのオーバーフローをトリガに、Ch3のオペレータを全てオンにする機能を有している。音声合成モードで利用するデータはサイン波への分解が必要であり、そのデータの計算もチップが現役だった時代には時間と労力がかかったことなどからあまり活用されることはなかったが、ゲームアーツのゲームではメーカーロゴ、ゲーム内の音声出力などに利用されている。
SSG音源部はAY-3-8910とレジスタ互換で同等の機能を持つピンが出ていることもあり、同社他系列のFM音源チップと比較して40PinのDIPパッケージと、大きな形状となっている。同じパッケージ内にありながら、SSG部分はリード/ライト共に可能であるがFM音源部はライトオンリーであり、データの送信時にはウェイトを要するため、共通のルーチンで処理する場合はFM音源部に合わせたタイミングで制御する必要があった。
音声はモノラル。FM音源部についてはデジタル出力で、D/Aコンバータとして主にYM3014を組み合わせる。SSG音源部はアナログチャンネルA,B,C毎に独立してアナログ出力されるため、別途ミキシングが必要となる。このため、同じチップを搭載した機種であっても、SSG部とFM音源部の音量バランス、音質は異なり、音源がオプションで用意される機種のサードパーティー製ボードなどでは、純正のボードとの音量バランスが異なるなどの非互換性も発生した。

## 搭載されたパーソナルコンピュータ

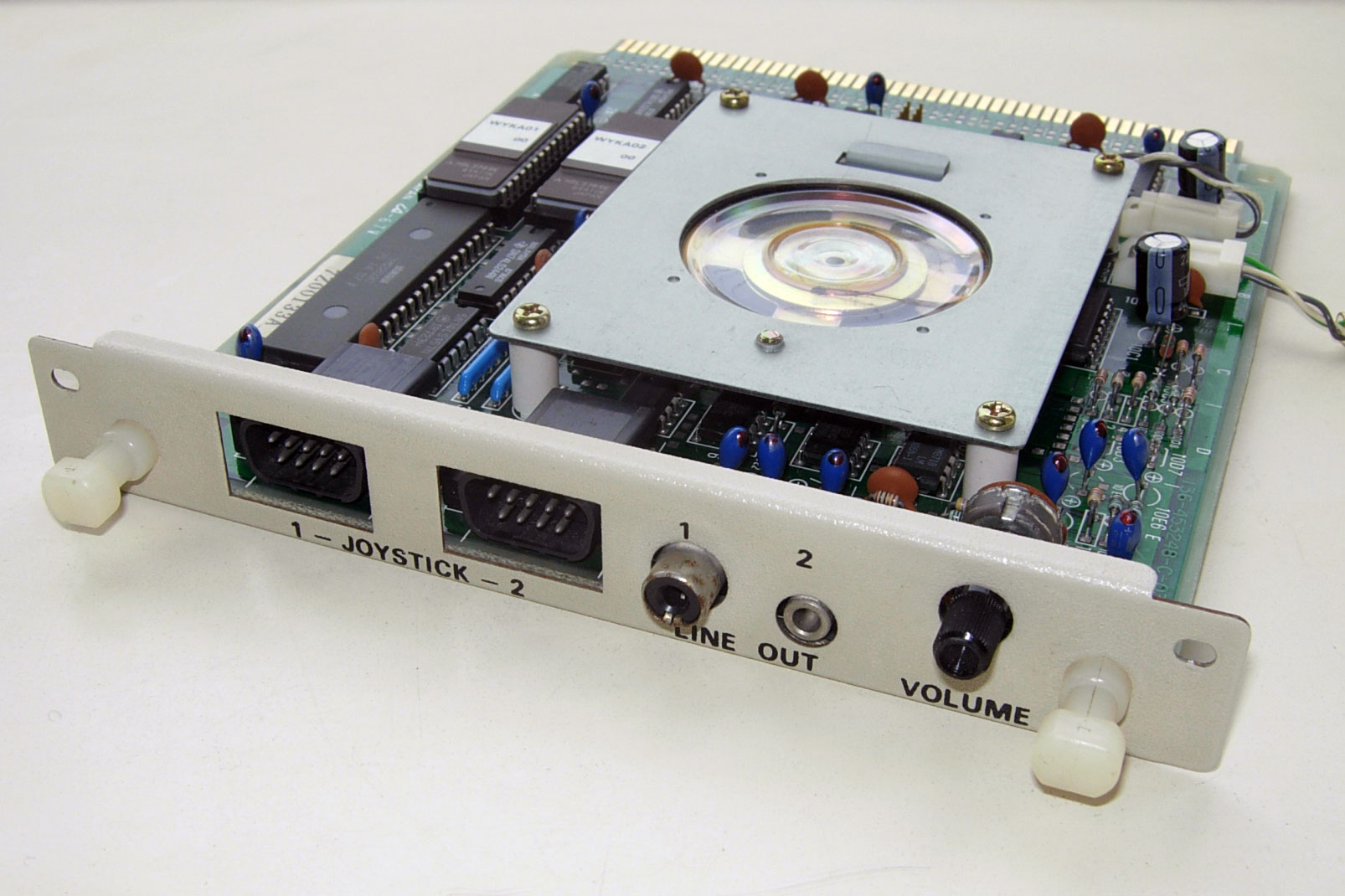
PC-9801-26K サウンドボード

- PC-6000シリーズ（日本電気） - PC-6001mkIISRに搭載。
- PC-6600シリーズ（日本電気） - PC-6601SRに搭載。
- PC-8000シリーズ（日本電気） - PC-8001mkIISRに搭載。
- PC-8800シリーズ（日本電気） - PC-8801mkIISR/TR/FR/MR/FH/MH/FE/FE2/PC-88VAに搭載。オプションとしてPC-8801-11（サウンドボード）が用意されている。
- PC-9800シリーズ（日本電気） - PC-9801UV2以降の一部機種に搭載。オプションとしてPC-9801-26Kが用意されているほか、サードパーティーから互換ボードも発売されている。
- EPSON PCシリーズ（セイコーエプソン）
- FM-77シリーズ（富士通） - FM-77L2、FM77AVシリーズに搭載、オプションとしてMB22459が（FM音源カード）用意されている。
- MZ-2500シリーズ（シャープ） - 後継機に当たるMZ-2861にも標準搭載されている。

PSG由来の汎用I/Oポートは、内蔵機器のI/O以外にD-Sub 9pinの俗に「アタリ規格」と呼ばれるジョイスティックインタフェースが接続される実装が多く見られ、PC-9800シリーズなど、音源ボード自体にコネクタが設けられることもあった。

## 使用されたアーケードゲーム
大手アーケードゲームメーカーでは過渡的に採用されたり、アーケードゲーム基板の規模等によって使い分けられたり、あるいはほとんど採用されず専らYM2151（OPM）が採用されたりしていたが、YM2151に比べて安価だったことも一因となって、比較的零細なメーカーでの採用例が多い。
また、日本物産は『テラクレスタ』がヒットした際、当初使用していたYM3526（OPL）の入手難から代替としてYM2203を使用した事があり、この影響で基板のバージョンによってBGMの雰囲気が全く異なるものになっている。
主な使用例としては以下の通り。
- 忍者くん 阿修羅ノ章 - UPL（2個搭載）
- 戦場の狼 - カプコン（2個搭載）
- 魔界村 - カプコン（2個搭載）
- シティコネクション - ジャレコ（AY-3-8910併用）
- スペースハリアー - セガ・エンタープライゼス（PCM併用）
- ダライアス - タイトー（2個搭載、PCM併用）[8]
- 超時空要塞マクロス - バンプレスト
- スウィートランド - ナムコ（プライズゲーム）
- ダークシール - データイースト（YM2151/MSM6295（2個搭載）併用）
- マスターオブウェポン - タイトー（大手ゲーム会社では最後の採用例）